# خیانت به سبک ایتالیایی
خیانت به سبک ایتالیایی (ایتالیایی: Adulterio all'italiana) یک فیلم کمدی ایتالیایی به کارگردانی پاسکواله فستا کامپانیله است که در سال ۱۹۶۶ منتشر شد.

## بازیگران
- نینو مانفردی
- کاترین اسپاک
- ماریا گراتزیا بوچلا
- لینو بانفی
- ویتوریو کاپریولی
- آکیم تامیروف
- ماریو پیسو
- جینو پیرینس
- ماریا تدسکی